# Туркменістан на літніх Олімпійських іграх 2016
Туркменістан на літніх Олімпійських іграх 2016 був представлений 7 спортсменами у 4 видах спорту. Жодної медалі олімпійці Туркменістану не завоювали.

## Спортсмени
| Дисципліна     | Чоловіки | Жінки | Разом |
| -------------- | -------- | ----- | ----- |
| Бокс           | 1        | 0     | 1     |
| Дзюдо          | 0        | 2     | 2     |
| Плавання       | 1        | 1     | 2     |
| Важка атлетика | 1        | 1     | 2     |
| Разом          | 3        | 4     | 7     |

## Легка атлетика
Туркменістан отримав універсальні місця від IAAF на участь в Олімпійських іграх двох легкоатлетів (по одному кожної статі).
Легенда
- Примітка – для трекових дисциплін місце вказане лише для забігу, в якому взяв участь спортсмен
- Q = пройшов у наступне коло напряму
- q = пройшов у наступне коло за добором (для трекових дисциплін - найшвидші часи серед тих, хто не пройшов напряму; для технічних дисциплін - увійшов до визначеної кількості фіналістів за місцем якщо напряму пройшло менше спортсменів, ніж визначена кількість)
- NR = Національний рекорд
- N/A = Коло відсутнє у цій дисципліні
- Bye = спортсменові не потрібно змагатися у цьому колі

Чоловіки
Технічні дисципліни
| Спортсмен          | Дисципліна     | Кваліфікація       | Кваліфікація | Фінал              | Фінал           |
| Спортсмен          | Дисципліна     | Результат у метрах | Місце        | Результат у метрах | Місце           |
| ------------------ | -------------- | ------------------ | ------------ | ------------------ | --------------- |
| Аманмурад Хоммадов | метання молота | 61.99              | 30           | Завершив виступ    | Завершив виступ |

Жінки
Трекові і шосейні дисципліни
| Спортсменка  | Дисципліна | Попередній забіг | Попередній забіг | Півфінал         | Півфінал         | Фінал            | Фінал            |
| Спортсменка  | Дисципліна | Час              | Місце            | Час              | Місце            | Час              | Місце            |
| ------------ | ---------- | ---------------- | ---------------- | ---------------- | ---------------- | ---------------- | ---------------- |
| Олена Рябова | 200 м      | 25.45            | 8                | Завершила виступ | Завершила виступ | Завершила виступ | Завершила виступ |

## Бокс
Туркменістан делегував на Олімпійські ігри одного боксера у ваговій категорії до 75 кг. Арсланбек Ачілов завоював путівку, перемігши у чвертьфіналі Олімпійського кваліфікаційного турніру AIBA 2016, що пройшов у Баку (Азербайджан).
| Спортсмен        | Категорія           | Раунд 1/32               | Раунд 1/16         | Чвертьфінали       | Півфінали          | Фінал              | Фінал           |
| Спортсмен        | Категорія           | Суперник Результат       | Суперник Результат | Суперник Результат | Суперник Результат | Суперник Результат | Місце           |
| ---------------- | ------------------- | ------------------------ | ------------------ | ------------------ | ------------------ | ------------------ | --------------- |
| Арсланбек Ачілов | до 75 кг (чоловіки) | Золтан Харча (HUN) L 1–2 | Завершив виступ    | Завершив виступ    | Завершив виступ    | Завершив виступ    | Завершив виступ |

## Дзюдо
Туркменістан делегував на Олімпіаду двох дзюдоїсток. Гульбадам Бабамуратова була серед 14 спортсменок, які могли потрапити за світовим рейтинг-листом IJF станом на 30 травня 2016 року. Натомість Рушана Нурджавова в категорії до 57 кг кваліфікувався за континентальною квотою від Азійського регіону як дзюдоїстка з найвищим рейтингом від Туркменістану поза межами прямого потрапляння через світовий рейтинг-лист.
| Спортсмен              | Категорія        | Раунд 1/32                     | Раунд 1/16         | Чвертьфінали       | Півфінали          | Втішний поєдинок   | Фінал / БМ         | Фінал / БМ       |
| Спортсмен              | Категорія        | Суперник Результат             | Суперник Результат | Суперник Результат | Суперник Результат | Суперник Результат | Суперник Результат | Місце            |
| ---------------------- | ---------------- | ------------------------------ | ------------------ | ------------------ | ------------------ | ------------------ | ------------------ | ---------------- |
| Гульбадам Бабамуратова | до 52 кг (жінки) | Лаура Гомес (ESP) L 000–101    | Завершила виступ   | Завершила виступ   | Завершила виступ   | Завершила виступ   | Завершила виступ   | Завершила виступ |
| Рушана Нурджавова      | до 57 кг (жінки) | Хедвіг Каракаш (HUN) L 000–101 | Завершила виступ   | Завершила виступ   | Завершила виступ   | Завершила виступ   | Завершила виступ   | Завершила виступ |

## Плавання
Туркменістан отримав універсальні місця від FINA на участь в Олімпійських іграх двох плавців (по одному кожної статі).
| Спортсмен       | Дисципліна                     | Попередній заплив | Попередній заплив | Півфінал         | Півфінал         | Фінал            | Фінал            |
| Спортсмен       | Дисципліна                     | Час               | Місце             | Час              | Місце            | Час              | Місце            |
| --------------- | ------------------------------ | ----------------- | ----------------- | ---------------- | ---------------- | ---------------- | ---------------- |
| Мердан Атаєв    | 100 метрів на спині (чоловіки) | 56.34 NR          | 33                | Завершив виступ  | Завершив виступ  | Завершив виступ  | Завершив виступ  |
| Дарія Семьонова | 100 метрів брасом (жінки)      | 1:19.84           | 41                | Завершила виступ | Завершила виступ | Завершила виступ | Завершила виступ |

## Важка атлетика
Туркменістан надіслав на Олімпійські ігри двох важкоатлетів (по одному кожної) статі завдяки потраплянню збірної в першу сімку (для чоловіків) і першу шістку (для жінок) на Чемпіонаті Азії 2016.
| Спортсмен             | Категорія               | Ривок     | Ривок | Поштовх   | Поштовх | Загалом | Місце |
| Спортсмен             | Категорія               | Результат | Місце | Результат | Місце   | Загалом | Місце |
| --------------------- | ----------------------- | --------- | ----- | --------- | ------- | ------- | ----- |
| Ходжамухаммет Тойчієв | понад 105 кг (чоловіки) | 193       | DNF   | —         | —       | —       | DNF   |
| Гюльнабат Кадирова    | до 69 кг (жінки)        | 90        | 14    | 105       | 13      | 195     | 13    |